# In Guezzam
In Guezzam (în arabă عين قزام) este o comună din provincia Tamanrasset, Algeria.
Populația comunei este de 7.045 de locuitori (2008).